# 三貂嶺瀑布群
三貂嶺瀑布群位於新北市瑞芳區，基隆河支流五分寮溪流域，瀑布群包含三座瀑布，分別為「合谷瀑布」、「摩天瀑布」、「枇杷洞瀑布」。三貂嶺瀑布步道全長2.71公里，單程約耗時1小時15分鐘，步道入口位於碩仁國小旁，路況大致良好，沿途三座瀑布盡入眼簾，吸引不少登山、瀑布愛好者前來。

## 瀑布列表
- 合谷瀑布：瀑布群中最下游的瀑布，瀑高約40公尺，分上、下兩層，上層高約25公尺、寬約15公尺,為簾幕型瀑布[1]；下層高約15公尺、寬約6公尺，步道設有觀景台，可在此駐足賞瀑。
- 摩天瀑布：又名「月眉洞瀑布」，為瀑布群中落差最大的瀑布，瀑高約41公尺，瀑布下方有觀景台，可在此觀賞瀑布至崖壁俯衝而下的景緻。攀登五分寮山稜線山徑有視野處，遠眺瀑布別有風景。
- 枇杷洞瀑布：瀑布群中最上游的瀑布，瀑高約31公尺，可由摩天瀑布旁的鐵梯前往，瀑布前方約40公尺處，即是摩天瀑布的瀑頂，若要靠近需小心滑倒失足。

## 交通資訊
- 自行開車：由 台62線萬瑞快速道路至瑞芳交流道接明燈路三段，經 台2丁線瑞八公路路口直行明燈路二段，接北102線明燈路一段至北37線路口右轉往侯硐方向續行，經新介壽橋時右前方斜岔路（侯硐路─魚寮路）往三貂嶺方向直行，約3.9公里（過金子橋）來到路口處，依指標迴轉往碩仁里方向續行約500公尺（碩仁里站牌旁停車場），至此步行過鐵道橋後於碩仁國小旁即可見三貂嶺瀑布群步道入口。
- 大眾運輸：搭乘台鐵至三貂嶺火車站後步行，依指標前往碩仁國小旁三貂嶺瀑布群步道入口即可。

## 解
1. ↑  摩天瀑布與枇杷洞瀑布相隔僅約40公尺，以空拍機拍攝，二階連瀑同框，更顯壯闊風景。